# Melanargia hannibal
Melanargia hannibal är en fjärilsart som beskrevs av Hermann Stauder 1913. Melanargia hannibal ingår i släktet Melanargia och familjen praktfjärilar. Inga underarter finns listade i Catalogue of Life.